# Glyptograpsidae
Glyptograpsidae là danh pháp khoa học của một họ cua ở Trung Mỹ.

## Các chi
Tính đến năm 2019 họ này gồm 2 chi và 3 loài đã biết.
- Glyptograpsus Smith, 1870: 2 loài.
- Platychirograpsus de Man, 1896: 1 loài (Platychirograpsus spectabilis).